# Municipio de Fairfield (condado de Huron)
El municipio de Fairfield (en inglés: Fairfield Township) es un municipio ubicado en el condado de Huron en el estado estadounidense de Ohio. En el año 2010 tenía una población de 1218 habitantes y una densidad poblacional de 18,09 personas por km².

## Geografía
El municipio de Fairfield se encuentra ubicado en las coordenadas 41°6′32″N 82°34′30″O / 41.10889, -82.57500. Según la Oficina del Censo de los Estados Unidos, el municipio tiene una superficie total de 67.33 km², de la cual 67,13 km² corresponden a tierra firme y (0,3 %) 0,2 km² es agua.

## Demografía
Según el censo de 2010, había 1218 personas residiendo en el municipio de Fairfield. La densidad de población era de 18,09 hab./km². De los 1218 habitantes, el municipio de Fairfield estaba compuesto por el 97,04 % blancos, el 0,49 % eran afroamericanos, el 0,25 % eran amerindios, el 0,49 % eran asiáticos, el 0,41 % eran de otras razas y el 1,31 % eran de una mezcla de razas. Del total de la población el 2,05 % eran hispanos o latinos de cualquier raza.